# Giedrius Arlauskis
Giedrius Arlauskis (Telšiai, Lituania, 1 de diciembre de 1987) es un exfutbolista lituano que jugaba como guardameta.

## Clubes
| Club                       | País           | Año       |
| -------------------------- | -------------- | --------- |
| F. K. Šiauliai             | Lituania       | 2005-2007 |
| F. C. Unirea Urziceni      | Rumania        | 2008-2010 |
| F. C. Rubin Kazán          | Rusia          | 2010-2014 |
| Steaua de Bucarest         | Rumania        | 2014-2015 |
| Watford F. C.              | Inglaterra     | 2015-2017 |
| R. C. D. Espanyol (cedido) | España         | 2016      |
| CFR Cluj                   | Rumania        | 2017-2020 |
| Al-Shabab Club             | Arabia Saudita | 2020-2021 |
| CFR Cluj                   | Rumania        | 2021      |
| Universitatea Craiova      | Rumania        | 2022-2023 |

## Palmarés

### Títulos nacionales
| Título                     | Club                  | País    | Año  |
| -------------------------- | --------------------- | ------- | ---- |
| Liga I                     | F. C. Unirea Urziceni | Rumania | 2009 |
| Liga I                     | Steaua de Bucarest    | Rumania | 2015 |
| Copa de Rumania            | Steaua de Bucarest    | Rumania | 2015 |
| Copa de la Liga de Rumania | Steaua de Bucarest    | Rumania | 2015 |
| Liga I                     | CFR Cluj              | Rumania | 2018 |
| Supercopa de Rumania       | CFR Cluj              | Rumania | 2018 |
| Liga I                     | CFR Cluj              | Rumania | 2019 |
| Liga I                     | CFR Cluj              | Rumania | 2020 |
| Supercopa de Rumania       | CFR Cluj              | Rumania | 2020 |
| Liga I                     | CFR Cluj              | Rumania | 2021 |